# Питерс, Джордж Генри
Джордж Генри Питерс (англ. George Henry Peters, род. 1863 г. — ум. 18 октября 1947 г. Вашингтон) — американский астроном и фотограф.
Джордж Генри Питерс работал в расположенной в столице США Американской военно-морской обсерватории (United States Naval Observatory) астрофотографом. Ему принадлежит заслуга открытия трёх астероидов. Кроме этого, он одним из первых учёных сумел сфотографировать солнечную корону.
Астероиды, открытые Дж. Г.Питерсом:
- (536) Мерапи, обнаружен 11 мая 1904 года
- (886) Вашингтония, обнаружен 16 ноября 1917 года
- (980) Анакостия, обнаружен 21 ноября 1921 года.